# Éaque
Dans la mythologie grecque, Éaque (en grec ancien Αἰακός / Aiakós) est le fils de Zeus et de la nymphe Égine. Il est grand-père d'Achille et d'Ajax fils de Télamon. On appelle ses descendants les Éacides.

## Mythe

### Roi des Myrmidons
Sous la forme d'un aigle, Zeus emporte Égine dans les airs et la dépose sur l'île d'Œnone, appelée depuis Égine. C'est là qu'elle abandonne Éaque aussitôt après l'avoir mis au monde.
Ayant grandi, il souffre de la solitude sur cette île alors déserte. Il demande à son père de la peupler. Zeus y consent et transforme en humains les fourmis qui vivaient sur le tronc d'un chêne sacré. Ainsi naît le peuple des Myrmidons (mot formé à partir du grec ancien μύρμηξ / múrmêx signifiant « fourmi »), dont Éaque devient le roi. Une autre version de ce mythe est racontée par Ovide dans les Métamorphoses : pour se venger de cette île qui porte le nom d'une amante de Zeus, Héra déclenche une épidémie de peste et tue tous les habitants humains d'Égine. Éaque prie son père de repeupler l'île. Puisque les fourmis de l'île n'ont pas été touchées par la peste, Zeus les transforme en un peuple, les Myrmidons.
Éaque épouse alors Endéis qui lui donne deux fils : Pélée, le père d'Achille, et Télamon, le père d'Ajax. Éaque est donc l'aïeul des deux héros de la guerre de Troie. De la Néréide Psamathée, il engendre aussi Phocos.
Selon la IXe Olympique de Pindare, Éaque a un demi-frère maternel, Ménétios (le père de Patrocle).

### Héros civilisateur
Éaque est réputé pour avoir fortifié l'île d'Égine. Selon Pindare, il aurait également aidé Poséidon à élever les remparts de Troie. Trois dragons envoyés par Zeus en tentèrent l'escalade ; seul celui qui s'attaqua à la partie érigée par Éaque réussit son entreprise. C'est sur ce présage qu'Apollon prédit que la cité ne pourrait tomber que par cet endroit et sous les coups d'un Éacide (descendant d'Éaque).
Connu pour sa piété et sa droiture, Éaque est le favori des dieux, qui vont jusqu'à lui demander d'arbitrer leurs querelles. Lors de la grande sécheresse invoquée par Minos contre la Grèce, l'oracle de Delphes révèle que seules ses prières pourront sauver le pays.
Après sa mort, il devient avec Minos et Rhadamanthe l'un des trois juges des Enfers, choisi pour sa sagesse et sa passion pour la justice (en effet ses deux premiers fils ayant tué ou voulu tuer - accidentellement ou volontairement - Phocos leur jeune demi-frère, Éaque les condamna à l'exil). D'après le pseudo-Apollodore, c'est lui qui en garde les clefs.
Il s'occupe des âmes venant d'Europe.
Éaque faisait l'objet d'un culte héroïque sur l'île d'Égine.
Éaque est représenté en compagnie de Rhadamanthe sur la façade peinte de la tombe du jugement à Lefkádia (ancienne Miéza en Macédoine).

## Sources
- Pseudo-Apollodore, Bibliothèque [détail des éditions] [lire en ligne] (III, 12, 6).
- Diodore de Sicile, Bibliothèque historique [détail des éditions] [lire en ligne] (IV, 61, 1 ;  IV, 72, 6).
- Hésiode, Théogonie [détail des éditions] [lire en ligne] (v. 1004).
- Hygin, Fables [détail des éditions] [(la) lire en ligne] (LII).
- Isocrate, Évagoras (14).
- Ovide, Métamorphoses [détail des éditions] [lire en ligne] (VII, 453-522).
- Pausanias, Description de la Grèce [détail des éditions] [lire en ligne] (II, 29).
- Pindare, Odes [détail des éditions] (lire en ligne) (Olympiques, IX, 39-61).
- Properce, Élégies [détail des éditions] [lire en ligne] (II, 20).
- Platon Gorgias (524a)
- Sénèque, Apocoloquintose [lire en ligne] (XIV-XV).